# Geraldo Mariano Gunther
Geraldo Mariano Gunther (Canoinhas, 21 de abril de 1918 – 26 de agosto de 2003) foi um advogado e político brasileiro.

## Vida
Filho de Paulo Gunther, alemão nascido em Eisleben que se tornou o primeiro escrivão nomeado do Cartório de Registro de Imóveis e primeiro Secretário de Educação de Concórdia, e de Maria Schiessl Gunther, uma das primeiras professoras da região, Geraldo bacharelou-se em direito.

## Carreira
Foi deputado à Assembleia Legislativa de Santa Catarina na 3ª legislatura (1955 — 1959) e na 4ª legislatura (1959 — 1963), como suplente convocado, eleito pela União Democrática Nacional (UDN).